# シングルス (映画)
『シングルス』（原題：Singles）は、1992年制作のアメリカ合衆国のロマンティック・コメディ映画。
2組のカップルの恋愛の行方と、その周囲の人々の人間模様を描く。キャメロン・クロウ監督・脚本。ブリジット・フォンダやマット・ディロンなどの若手スターが多数出演。

## あらすじ
グランジのイベントで盛り上がるシアトル。失恋したばかりで恋を諦めかけていたリンダは、超特急の設計を夢見る青年スティーヴと出会う。
スティーヴと同じ独身者専用のアパートに住むウェイトレスのジャネットとロッカー志望のクリフの交際も進行中だったが、一方で同じアパートの住人、デヴィッドはいつも恋の傍観者で、デビーは恋人募集中であった。
スティーヴとリンダはリンダの妊娠をきっかけに愛を深めていくが、突然の交通事故でリンダは流産してしまう。失意の彼女はアラスカへと旅に出る。
一方、クリフにつれなくされているジャネットは、その原因が自分の胸が小さいからだと思い豊胸手術を受けようとするが、整形外科医に今のままで十分だと諭される。
この2組のカップルの恋愛の行方と、その周囲の人々の人間模様を描く。

## キャスト
- ジャネット：ブリジット・フォンダ
- リンダ：キーラ・セジウィック
- スティーヴ：キャンベル・スコット
- クリフ：マット・ディロン
- デビー：シーラ・ケリー
- デヴィッド：ジム・トゥルー＝フロスト
- ジェームソン：ビル・プルマン
- アンディ：ジェームズ・レグロス
- パム：アリー・ウォーカー
- ジェイミー：ピーター・ホートン
- ウェーバー：トム・スケリット
- ダグ：ジェレミー・ピヴェン
- パントマイム芸人：エリック・ストルツ
- キスする男：ポール・ジアマッティ
- ブライアン：ティム・バートン